# 1948
1948 (MCMXLVIII) fue un año bisiesto comenzado en jueves según el calendario gregoriano.

## Acontecimientos

### Enero
- 1 de enero: en Italia entra en vigor la constitución aprobada por las asamblea constituyente 10 días antes.
- 4 de enero: Birmania se independiza del Reino Unido.
- 6 de enero: Sebastián Juan Arbó obtiene el premio Nadal por su novela Sobre las piedras grises.
- 25 de enero: en Filipinas se registra un terremoto de 7,8 y varios tsunamis.
- 30 de enero: en Nueva Delhi (India) es asesinado el político indio Mahatma Gandhi.

### Febrero
- 1 de febrero: en los Estados Unidos, tres físicos inventan el transistor de contacto, aplicable a la radio, las comunicaciones y la fabricación de ordenadores.
- 4 de febrero: Ceilán se independiza del Imperio británico
- 5 de febrero: se reabre la frontera franco-española.
- 7 de febrero: en Colombia se realiza la Marcha del Silencio, promovida por el político Jorge Eliécer Gaitán (45), en protesta a las creciente violencia contra los seguidores del Partido Liberal Colombiano. Gaitán será asesinado el 9 de abril.
- 7 de febrero: el gobierno de Juan Domingo Perón propone que, en una conferencia entre Argentina, Chile y el Reino Unido, se discuta el asunto de las islas Malvinas (ocupadas por el Reino Unido desde 1833).
- 7 de febrero: en Madrid (España), Gerardo Diego ingresa en la Real Academia Española.
- 11 de febrero: en Irlanda, el Fianna Fáil, partido del primer ministro Éamon de Valera, en el poder desde hace 16 años, pierde la mayoría absoluta.
- 14 de febrero: los gobiernos de Argentina y Venezuela firman un tratado de intercambio de carne argentina por petróleo venezolano.
- 15 de febrero: en Paraguay, Natalicio González (miembro del Partido Colorado) resulta elegido presidente.
- 15 de febrero: en Venezuela, Rómulo Gallegos asume la presidencia.
- 18 de febrero: en Irlanda, Éamon de Valera renuncia como taoiseach (gobernante).
- 19 de febrero: en Bélgica, la Cámara aprueba la concesión del voto a la mujer.
- 21 de febrero: en los Estados Unidos, se crea la carrera automovilística NASCAR.
- 23 de febrero: en la ciudad de Jerusalén (compartida por Israel y Palestina) una explosión en el barrio judío causa 49 muertos y 100 heridos.
- 24 de febrero: en Checoslovaquia ―en el marco de la Guerra Fría― el Partido Comunista toma el poder.

### Marzo
- 1 de marzo: evacuación de las últimas tropas británicas de la India.
- 1 de marzo: el tren que viajaba desde Saigón hacia Đà Lạt es atacado por el Viet Minh con el resultado de 150 muertos.
- 1 de marzo: en Corea del Sur invadida por Estados Unidos, el embajador estadounidense anuncia «elecciones» parlamentarias.
- 12 de marzo: en Costa Rica estalla la Guerra Civil, provocada por la anulación de las elecciones presidenciales en las que había sido elegido Otilio Ulate Blanco. El conflicto termina el 19 de abril de ese mismo año.
- 20 de marzo: en Los Ángeles (California), la película El limpiabotas (en idioma italiano) se convierte en el primer filme no anglófono que gana el premio Óscar.
- 23 de marzo: el británico John Cunningham bate un nuevo récord de altura de 16 800 metros con el avión de reacción Vampire.

### Abril
- 2 de abril: en Europa entra en vigor el Plan Marshall (de Estados Unidos).
- 2 de abril: en España, el ciclista Miguel Poblet consigue la victoria en el segundo Gran Premio de Cataluña.
- 7 de abril: en Nueva York se funda la Organización Mundial de la Salud (OMS).
- 9 de abril: en Bogotá (Colombia), varios hombres asesina a tiros al político Jorge Eliécer Gaitán. La muchedumbre gaitanista culpa al albañil Juan Roa Sierra (26), lo asesina a golpes y arrastra su cuerpo desnudo por las calles de Bogotá. Se dispara el Bogotazo.
- 9 de abril: en Bogotá (Colombia), los hermanos Enrique y Roberto Ramírez crean la empresa Radio Cadena Nacional (RCN) al fusionarse con las emisoras Nueva Granada (de Bogotá) y Radio Pacífico (de Cali), cuya primera emisión fue la transmisión del Primer Congreso Eucarístico en Cali en las horas de la mañana y tuvo que suspenderse debido al Bogotazo.
- 10 de abril: en la aldea de Deir Yassin, en las afueras al oeste de Jerusalén, decenas de hombres de las bandas terroristas israelíes Irgún y Leji atacan a la población civil, secuestran a 254 pobladores ―entre ellos 30 bebés―, violan a las mujeres y las niñas, y los asesinan (masacre de Deir Yassin).
- 11 de abril: se funda la OECE (Organización Europea de Cooperación Económica).

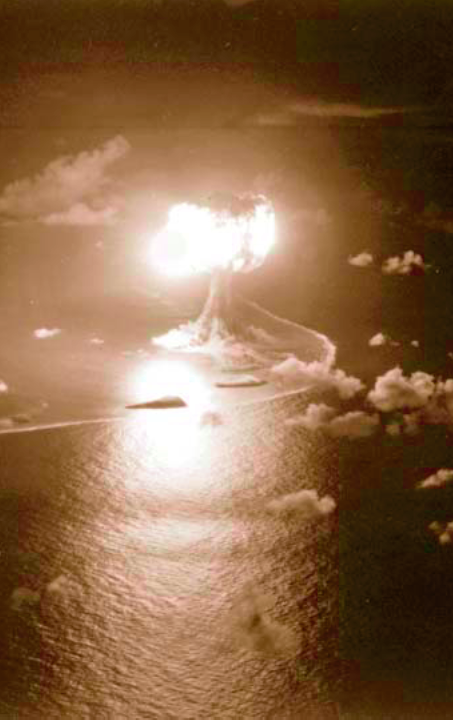
La bomba atómica X‑Ray, del 14 de abril.

- 14 de abril: en el atolón Enewetak, Estados Unidos detona la bomba atómica X‑Ray (de 37 kilotones), la sexta de la Historia humana.
- 30 de abril: en Bogotá (Colombia) se crea la OEA (Organización de Estados Americanos) con la firma de la Carta de la Organización de los Estados Americanos y la Declaración Americana de los Derechos y Deberes del Hombre.
- 30 de abril: en el atolón Enewetak, Estados Unidos detona la bomba atómica Yoke (de 49 kilotones), la séptima de las 1132 que hizo explotar ese país entre 1945 y 1992.

### Mayo
- 3 de mayo: en La Haya (Países Bajos) se constituye el Consejo de Europa.
- 14 de mayo: creación del Estado de Israel.
- 14 de mayo: en el atolón Enewetak ―en el marco de la operación Sandstone―, Estados Unidos detona la bomba atómica Zebra (de 18 kilotones), la octava de la Historia humana.
- 15 de mayo: en Blackburn (Reino Unido), el asesinato de una niña de tres años de edad lleva a tomar las huellas digitales de más de 40.000 hombres en la ciudad en un intento por encontrar al asesino.
- 17 de mayo: Josip Broz Tito y su Gobierno yugoslavo son acusados de traición por el Partido Comunista de la Unión Soviética, al negarse a aceptar el arbitraje de la Kominform para dirimir las diferencias entre ambos países.
- 25 de mayo: en el condado de Litang (China) se registra un terremoto de 7,2 grados]] en la escala sismológica de Richter que deja un saldo de 800 muertos.

### Junio
- 22 de junio: en Londres (Reino Unido), el rey Jorge VI del Reino Unido renuncia a su título de «emperador de la India» tanto para él como para sus sucesores.
- 24 de junio: se inicia el puente aéreo para salvar el bloqueo de Berlín.
- 28 de junio: en la prefectura de Fukui (Japón) se registra un devastador terremoto de 6,8 grados en la escala sismológica de Richter que deja un saldo de 3700 muertos.

### Agosto
- 23 de agosto: en Ámsterdam (Países Bajos) representantes de 147 distintas iglesias cristianas fundan el Consejo Mundial de Iglesias.
- 25 de agosto: en la provincia de Salta (Argentina), un terremoto de 7,0 grados en la escala sismológica de Richter deja 2 fallecidos.
- 31 de agosto: el actor Robert Mitchum es arrestado por posesión de drogas. Posteriormente sería declarado culpable de poseer marihuana, y fue condenado a 60 días de prisión.

### Septiembre
- 1 de septiembre: en Ecuador comienza la presidencia de Galo Plaza Lasso.
- 2 de septiembre: en Medellín (Colombia) se constituye la empresa Cadena Radial Colombiana (CARACOL) a fusionarse con las Emisoras Nuevo Mundo (de Bogotá), Radio Cacique (de Ibagué) y La Voz de Antioquia, propiedades de Fernando Londoño Henao con el apoyo financiero del Partido Liberal, Coltejer y Alfonso López Michelsen (futuro presidente de Colombia).
- 4 de septiembre: en la corona de los Países Bajos abdica la reina Guillermina y le sucede su hija Juliana.
- 9 de septiembre: creación de la República Popular Democrática de Corea.
- 20 de septiembre: en la meseta Alto Veld (Sudáfrica), un tornado deja una huella de 64 km, atravesando el área urbana más grande del país, la ciudad de Johannesburgo, y dejando 6 muertos y 100 heridos.

### Octubre
- 3 de octubre: en El Callao (cerca de Lima, capital del Perú) el marino Enrique Águila Pando lidera una rebelión aprista.
- 5 de octubre: en Cuba toca tierra un huracán de categoría 3. De pequeño diámetro, cruza por el sur de la provincia de Pinar del Río, y sale por La Habana.
- 6 de octubre: en Asjabad (Turkmenistán), se registra un terremoto de 7,3 grados en la escala sismológica de Richter que deja un saldo de 178 000 víctimas (según informe de 2007).
- 10 de octubre: en Sevilla (España) el periodista deportivo Juan Tribuna (Francisco José García Montes, 1926‑2017) se casa con una tal Carmen Conde García (que no se debe confundir con la periodista Carmen Conde Abellán).
- 12 de octubre: en Cúcuta (Colombia) se inaugura la radio La Voz del Norte.
- 28 de octubre: en La Habana (Cuba), la bailarina clásica cubana Alicia Alonso (1920‑2019) funda el Ballet Nacional de Cuba, que décadas más tarde llevará su nombre.
- 29 de octubre: en Lima (Perú), el general Manuel Odría realiza un golpe de Estado prooligárquico y derroca el presidente constitucional José Luis Bustamante y Rivero. Implantará una dictadura de ocho años (el Ochenio).
- 31 de octubre: en Santiago (Chile) es detenido el exdictador Carlos Ibáñez del Campo (1877‑1960), acusado de conspiración contra el Gobierno de Gabriel González Videla (1898‑1980). Ibáñez será elegido presidente democráticamente y gobernará entre 1952 y 1958.

### Noviembre
- 7 de noviembre: en Estados Unidos se celebran las elecciones presidenciales de 1948. El presidente demócrata Harry S. Truman es reelegido para un segundo mandato tras vencer al republicano Thomas E. Dewey con una ventaja de 303 votos electorales para Truman y 189 para Dewey.
- 7 de noviembre: en Puerto Rico (colonia de Estados Unidos) se celebran por primera vez elecciones para escoger al gobernador de la isla. Resulta electo Luis Muñoz Marín (del Partido Popular Democrático) con el 61.2 %. El segundo lugar lo obtuvo Martín Travieso (de la Coalición Estadista Socialista Reformista) con el 28.6 %, y Francisco M. Susoni (del Partido Independentista Puertorriqueño) obtiene el 10.2 % de los votos. Muñoz Marín ganó en 75 de los 76 municipios de la isla.
- 16 de noviembre: en Bogotá (Colombia) se funda la Universidad de los Andes, institución de carácter laico e independiente de los partidos políticos de ese país.[1]
- 24 de noviembre: en Caracas (Venezuela), la derecha proestatdounidense perpetra un golpe de Estado que derroca al presidente democrático Rómulo Gallegos, y se forma una junta militar.

### Diciembre
- 1 de diciembre: en Costa Rica, el Congreso abole las fuerzas armadas.
- 4 de diciembre: en el estado de California (Estados Unidos) se registra un terremoto de 6,4 grados en la escala sismológica de Richter que deja varios heridos.
- 10 de diciembre: en Nueva York, la ONU decreta la Declaración Universal de los Derechos Humanos.
- 10 de diciembre: en los Estados Unidos, el Dr. Alfred C. Kinsey publica La conducta sexual del varón.
- 14 de diciembre: en El Salvador se perpetra un golpe de Estado contra el general Salvador Castaneda Castro, quien deseaba reelegirse.
- 16 de diciembre: en La Paz (Bolivia) se crea la provincia Ángel Sandoval en el departamento de Santa Cruz, en honor al jurista, ensayista, historiador y profesor Ángel Sandoval Peña (1871‑1941).[2]
- 24 de diciembre: en el transcurso de la Revolución china, los comunistas toman la ciudad de Zhangjiakou y llegan a las puertas de Pekín.

## Nacimientos

### Enero
- 1 de enero:
  - Ismael Zambada, criminal mexicano.
  - Pável Grachov, político y militar ruso (f. 2012).
- 3 de enero: Wanda Seux, actriz y vedette mexicana de origen paraguayo (f. 2020).
- 5 de enero: Ted Lange, actor estadounidense.
- 6 de enero: Helena Bianco, cantante española.
- 7 de enero: Kenny Loggins, cantautor estadounidense.
- 9 de enero: Susana Dosamantes, actriz mexicana (f. 2022).
- 14 de enero: Carl Weathers, actor y exjugador estadounidense de fútbol americano. (f. 2024).
- 16 de enero:
  - John Carpenter, cineasta estadounidense.
  - Gregor Gysi, político alemán.
  - Enrico Martino, fotoperiodista italiano.
- 19 de enero: Juan Carlos Rodríguez Ibarra, político español.
- 23 de enero: Yosi Domínguez (José Manuel Domínguez), letrista y cantante español, de la banda Los Suaves.
- 24 de enero:
  - Michael Des Barres, actor británico.
  - Mario Firmenich, guerrillero y criminal argentino, líder de Montoneros.
  - Oscar Moro, baterista argentino (f. 2006), miembro de la banda Serú Girán.
  - Javier Ortiz, periodista español (f. 2009).
- 27 de enero:
  - Mijaíl Baryshnikov, bailarín y coreógrafo ruso.
  - Valeri Brainin, musicólogo, gerente de música y poeta ruso-alemán.
  - Jean-Philippe Collard, pianista francés.
- 28 de enero:
  - Heinz Flohe, futbolista alemán (f. 2013).
  - Julio Eduardo Monteverde Lagarde, médico patólogo, escritor, periodista, documentalista, divulgador científico, difusor cultural, historiador y filósofo mexicano (f. 2025).[3]
- 29 de enero:
  - Delia Boccardo, actriz italiana.
  - Cristina Saralegui, presentadora de televisión cubana, expatriada en Miami (Estados Unidos). Dirige el programa de entrevistas El show de Cristina.

### Febrero
- 2 de febrero:
  - Santi Potros, terrorista español.
  - Roger Williamson, piloto de automovilismo británico (f. 1973).
- 3 de febrero:
  - Henning Mankell, escritor sueco (f. 2015).
  - Carlos Felipe Ximenes Belo, obispo católico timorense, premio nobel de la paz en 1996.
- 4 de febrero:
  - Alice Cooper (Vincent Furnier), músico estadounidense de rock.
  - Marisol (Pepa Flores), actriz y cantante española.
- 6 de febrero: Rosa Paredes, socióloga venezolana.
- 12 de febrero: Raymond Kurzweil, escritor, inventor y empresario estadounidense, especializado en ciencias de la computación e inteligencia artificial; director de Ingeniería en la empresa Google (desde 2012).
- 13 de febrero: Juan Introini, escritor, filólogo, latinista y profesor uruguayo (f. 2013).
- 14 de febrero:
  - Mayra Gómez Kemp, presentadora cubana de televisión expatriada en España (f. 2024)
  - María Salerno, actriz española.
- 15 de febrero:
  - Ana María Martínez, actriz peruana (f. 2022).

- 17 de febrero:

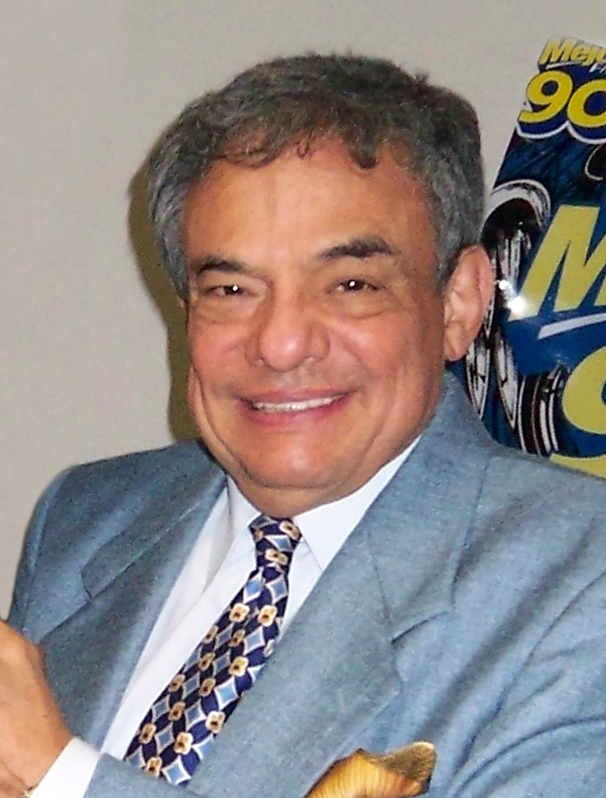
José José

  - José José, cantante mexicano (f. 2019).
  - Faustino Narganes Quijano, historiador español.
- 18 de febrero:
  - José María Fidalgo, sindicalista español.
  - Mónica Prado, actriz mexicana.
- 19 de febrero:
  - Pim Fortuyn, político neerlandés (f. 2002).
  - Tony Iommi, músico británico, de la banda Black Sabbath.
- 20 de febrero: Larry Rapp, actor estadounidense.
- 22 de febrero: Joaquín Luqui, locutor español de radio (f. 2005).
- 26 de febrero: Ruy Castro, escritor, periodista, traductor y biógrafo brasileño.
- 27 de febrero: Gervasio, cantante uruguayo (f. 1990).
- 28 de febrero: Mike Figgis, cineasta británico.
- 29 de febrero: Ken Foree, actor estadounidense.

### Marzo
- 1 de marzo: Teppo Ruohonen, músico y letrista finlandés, miembro del dúo Matti y Teppo, con su hermano menor, el pianista, guistarrista, violinista y compositor Matti Ruohonen (n. 1949).
- 1 de marzo: Burning Spear, músico y cantante jamaicano.

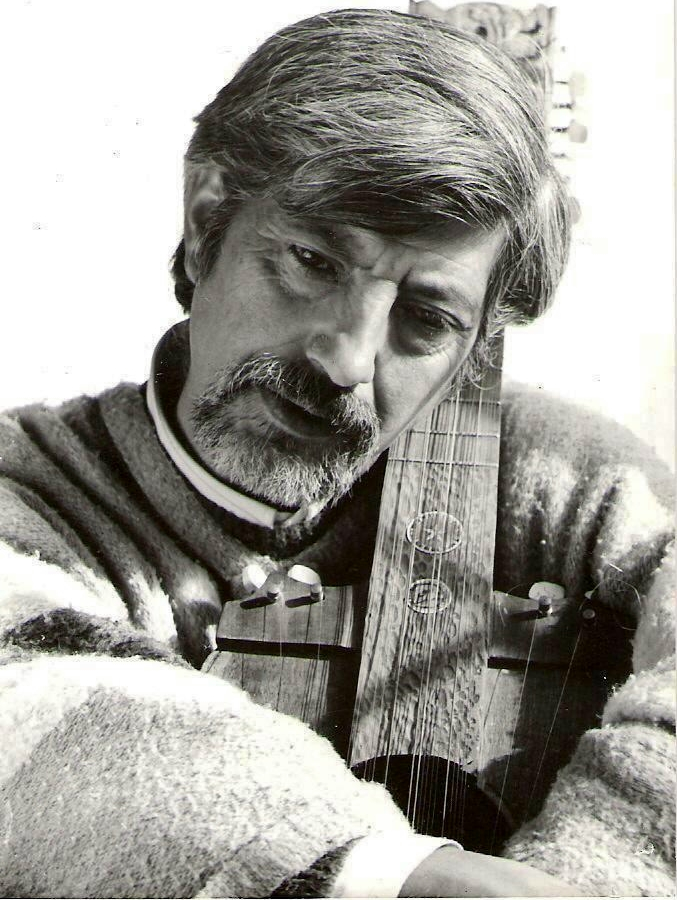
César Castillo

- 3 de marzo: César Castillo, payador, poeta y profesor chileno (f. 2005).
- 5 de marzo:
  - Francisco Bolívar Zapata, bioquímico, investigador, académico y profesor universitario mexicano..
  - Elaine Paige, cantante y actriz británica.
  - Paquirri (Francisco Rivera), torero español (f. 1984).
- 10 de marzo: Julio Comesaña, exfutbolista y entrenador colombo-uruguayo.
- 12 de marzo: James Taylor, compositor y cantante de rock estadounidense.
- 14 de marzo: Billy Crystal, actor, escritor, productor, comediante y director de cine estadounidense.
- 17 de marzo: Eizō Tsuda, actor de voz japonés.
- 20 de marzo:
  - José Ramón García Antón, político español (f. 2009).
  - John de Lancie, actor estadounidense.
- 22 de marzo: Andrew Lloyd Webber, compositor británico.
- 24 de marzo: Javier Diez Canseco, político peruano.
- 26 de marzo: Steven Tyler, cantante estadounidense de rock.
- 27 de marzo: Lota Moncada, actriz y escritora chilena.
- 28 de marzo: Dianne Wiest, actriz estadounidense.
- 31 de marzo:
  - Al Gore, político estadounidense.
  - Enrique Vila-Matas, escritor español.

### Abril

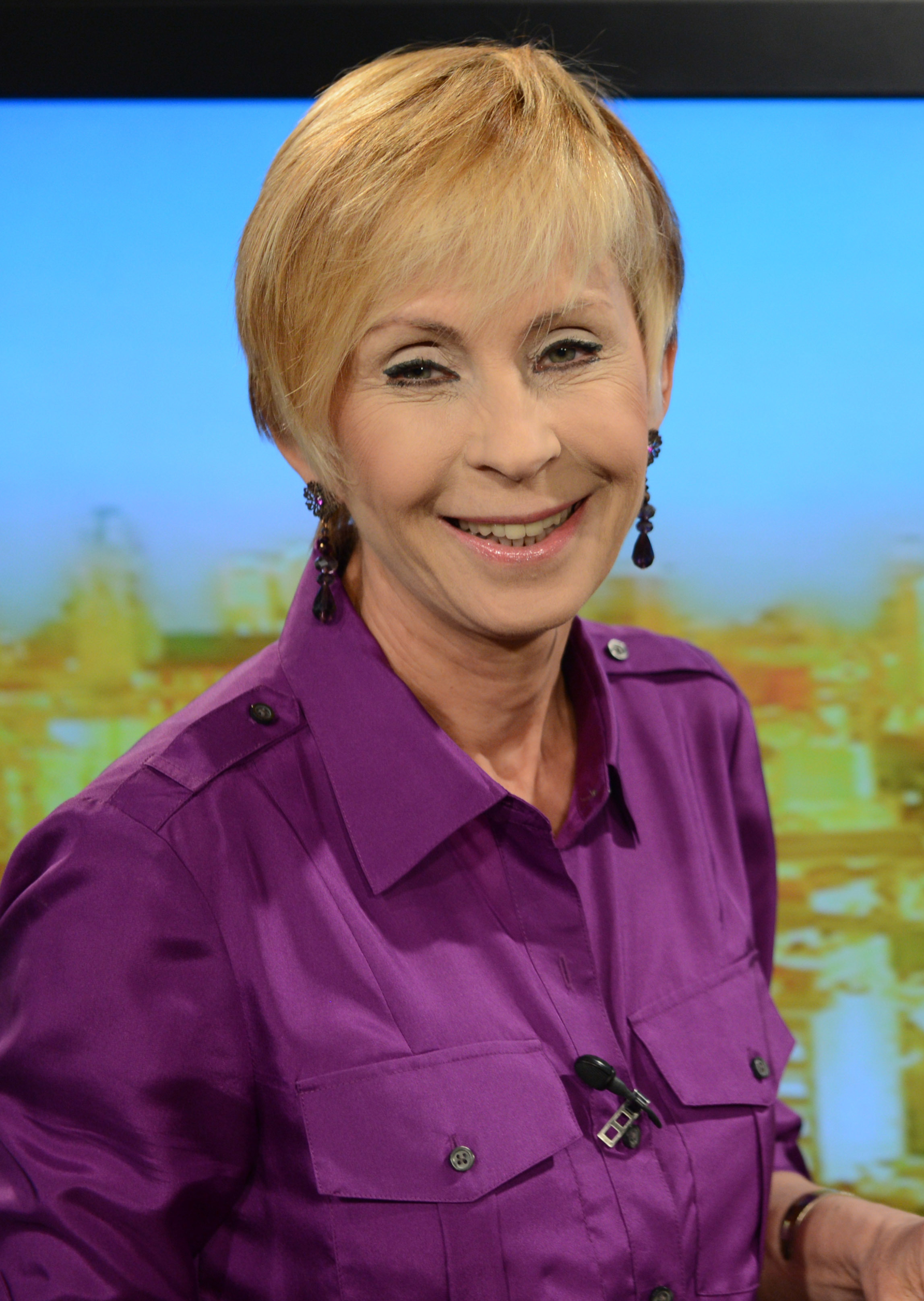
Nadia Zyncenko

- 1 de abril: Nadia Zyncenko, pronosticadora del tiempo y meteoróloga ítaloargentina.
- 3 de abril: Carlos Salinas de Gortari, político mexicano, presidente entre 1988 y 1994.
- 7 de abril: José Enrique Ruiz-Domènec, historiador español.
- 9 de abril:
  - Radojka Šverko, cantante croata.
  - Guillermo Botero, político colombiano.
- 12 de abril:
  - Joschka Fischer, político alemán.
  - Marcello Lippi, entrenador de fútbol italiano.
- 13 de abril:
  - Norma Abdala de Matarazzo, política argentina.
  - Juan Alberto Taverna, futbolista argentino (f. 2014).
- 14 de abril: Emiro Lobo, artista y pintor venezolano (f. 2007).
- 16 de abril: Kazuyuki Sogabe, seiyū japonés (f. 2006).
- 19 de abril: Rodrigo Marulanda, actor de televisión, teatro y doblaje colombiano (f. 2019).
- 20 de abril: Juan Ramón Martínez, futbolista salvadoreño.
- 25 de abril: Hugo Torres Jiménez, militar, político y poeta nicaragüense (f. 2022).
- 26 de abril: Rigoberto Paredes, poeta, ensayista y editor hondureño (f. 2015)..
- 27 de abril: Josef Hickersberger, futbolista austriaco.
- 28 de abril: Terry Pratchett, escritor británico (f. 2015).

### Mayo
- 4 de mayo: Jorge Tupou V, rey de Tonga (f. 2012).
- 5 de mayo: Bill Ward, baterista británico, de la banda Black Sabbath.
- 7 de mayo: Lluis Llach, compositor, músico y enólogo catalán.
- 9 de mayo: Polo Corbella, baterista argentino, de la banda Los abuelos de la Nada
- 10 de mayo: Edna Iturralde, escritora de literatura infantil y juvenil, novela histórica y pionera de la etnohistoria narrativa ecuatoriana.
- 11 de mayo: Pam Ferris, actriz británica.
- 12 de mayo:
  - Guillermo Pérez Villalta, pintor español.
  - Richard Riehle, actor estadounidense.
  - Steve Winwood, músico británico, de la banda Traffic.
- 13 de mayo: Pepe Cibrián Campoy, actor, director teatral y dramaturgo argentino, nacido en Cuba.
- 15 de mayo: Nikolái Gorbachov, deportista soviético (f. 2019).
- 17 de mayo: Bill Bruford, músico de rock británico.
- 25 de mayo: Klaus Meine, cantante de rock alemán, de la banda Scorpions

- 31 de mayo:

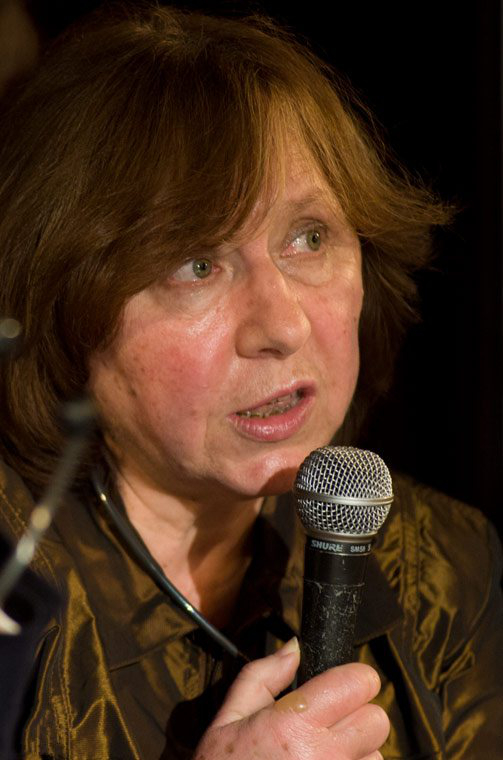
Svetlana Aleksiévich

  - Svetlana Aleksiévich, escritora bielorrusa.
  - John Bonzo Bonham, baterista británico, de la banda Led Zeppelin (f. 1980).
  - Paulinho da Costa, percusionista brasileño.
  - Nicolás Kasanzew, periodista, corresponsal de guerra y escritor argentino de origen austríaco.
  - Zero (Martin Hannett), músico británico (f. 1991).

### Junio
- 1 de junio:
  - Powers Boothe, actor estadounidense (f. 2017).
  - Manuel Catoira, escritor y pintor español.
  - Jorge Bran, futbolista hondureño.
- 4 de junio:
  - Paquito D'Rivera, músico cubano de jazz, expatriado en Estados Unidos.
  - Cris Manzano (Omar Miano), cantante argentino.
- 9 de junio: José Carlos García Rodríguez, enólogo, periodista y escritor español.
- 12 de junio: Juan José Muñante, futbolista peruano (f. 2019).
- 17 de junio: David Concepción, beisbolista venezolano.
- 20 de junio: Tina Sinatra (Christina Sinatra Barbato), empresaria, productora, agente de Hollywood y memorialista estadounidense, hija del cantante y actor Frank Sinatra (1915‑1998).
- 24 de junio:
  - Eloy Sánchez Rosillo, poeta y crítico literario español.
  - Armando Calderón Sol, presidente salvadoreño de 1994 a 1999.

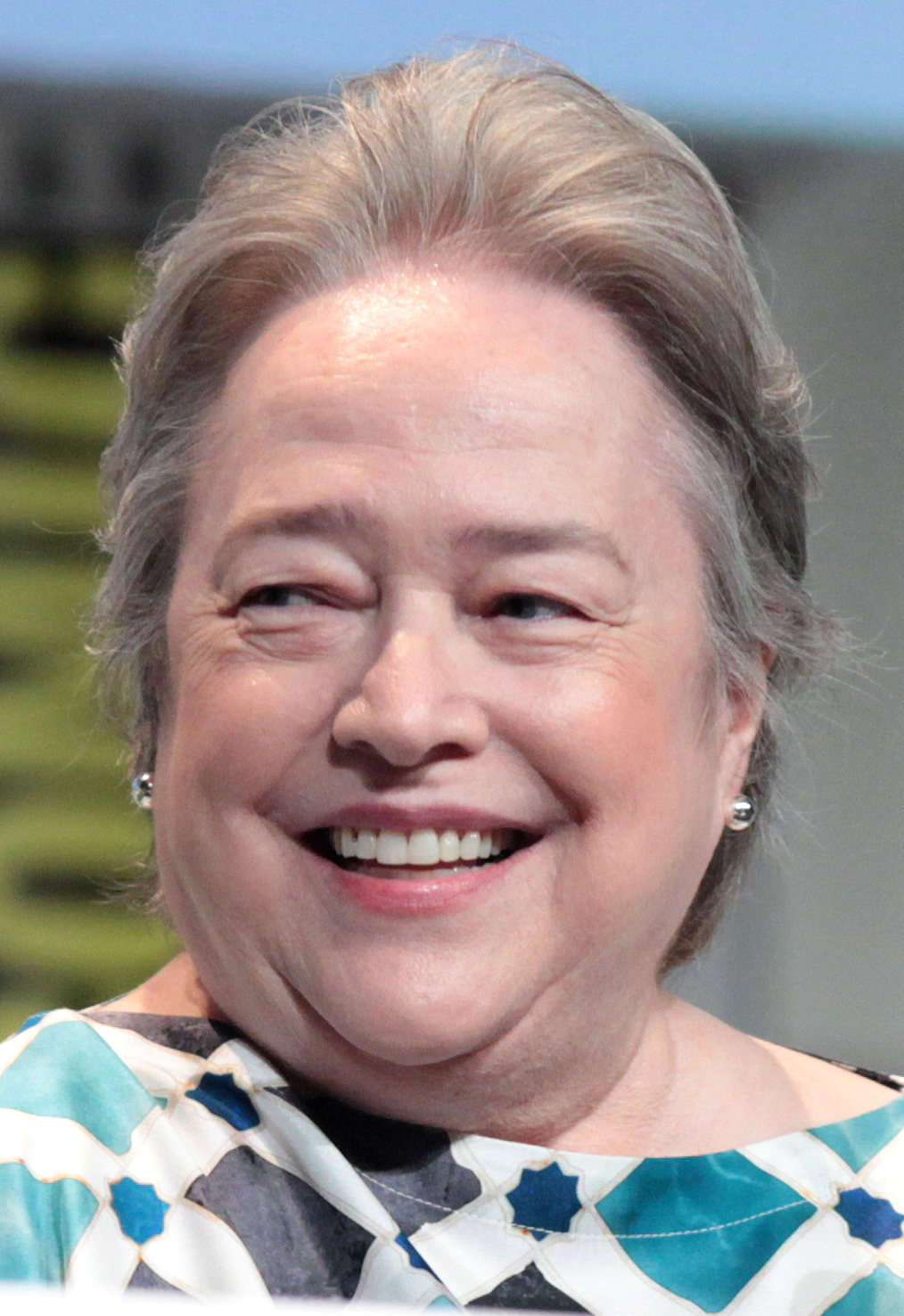
Kathy Bates

- 28 de junio: Kathy Bates, actriz estadounidense.
- 29 de junio:
  - Ian Paice, baterista británico, de la banda Deep Purple.
  - Jorge Barón, presentador de televisión colombiano.

### Julio
- 4 de julio: René Arnoux, piloto de automovilismo francés.
- 5 de julio: William Hootkins, actor estadounidense (f. 2005).
- 9 de julio: Gloria Muñoz, actriz española.
- 12 de julio: Kōji Totani, seiyū japonés (f. 2006).
- 13 de julio: Daphne Maxwell Reid, actriz estadounidense.
- 16 de julio:
  - Pinchas Zukerman, violinista israelí.
  - Rita Barberá, política española (f. 2016).
  - Rubén Blades, cantante, actor y político panameño.
- 21 de julio: Litto Nebbia, músico argentino.
- 22 de julio: Ana Palacio Vallelersundi, política española.
- 24 de julio: Zipacná de León

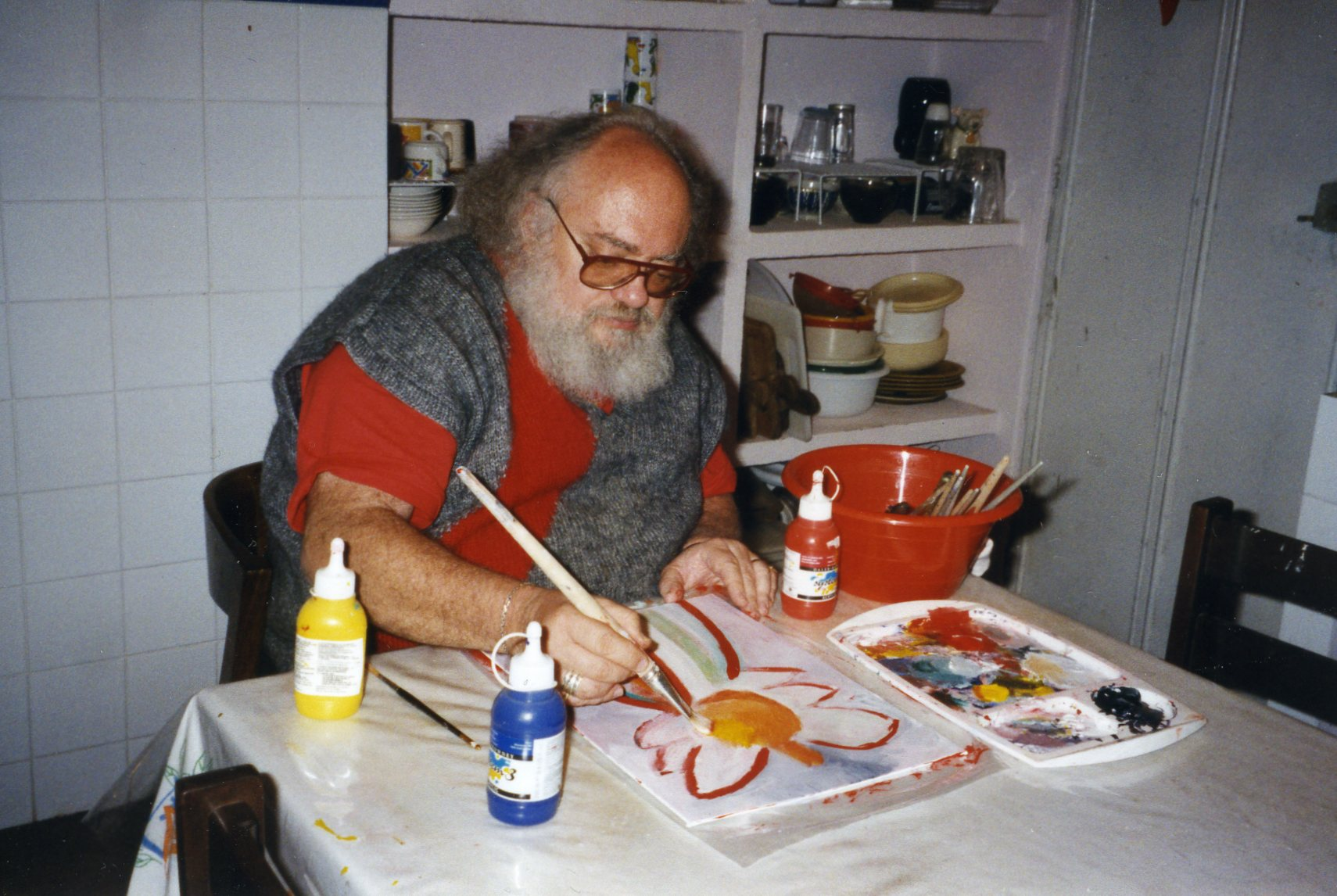
Zipacná de León

  - Zipacná de León, pintor y ceramista guatemalteco (f. 2002).
  - Txiki Benegas, político español (f. 2015).
- 26 de julio:
  - Carlos Donoso, humorista venezolano (f. 2020).
  - Chiquetete, cantante español (f. 2018).
- 30 de julio: Jean Reno, actor francés.

### Agosto
- 4 de agosto: Ciriaco Cano, futbolista y entrenador de fútbol español.
- 7 de agosto: César Hildebrandt, periodista peruano.
- 16 de agosto: Mirta Miller, actriz argentina.
- 18 de agosto:
  - José María Napoleón, cantante mexicano.
  - Joseph Marcell, actor británico.
- 19 de agosto: Ian Gillan, cantante y vocalista británico, de la banda Deep Purple.
- 20 de agosto: Robert Plant, cantante y vocalista británico, de la banda Led Zeppelin.
- 24 de agosto:
  - Jean-Michel Jarre, compositor francés de música electrónica.
  - Sauli Niinistö, político finlandés, presidente desde 2012.
- 25 de agosto:
  - José Félix Zavala, escritor, historiador y periodista mexicano.
  - Tony Ramos, actor brasileño.
- 26 de agosto: Ángel Guinda, poeta español.
- 30 de agosto: Arnaldo Larrinaga

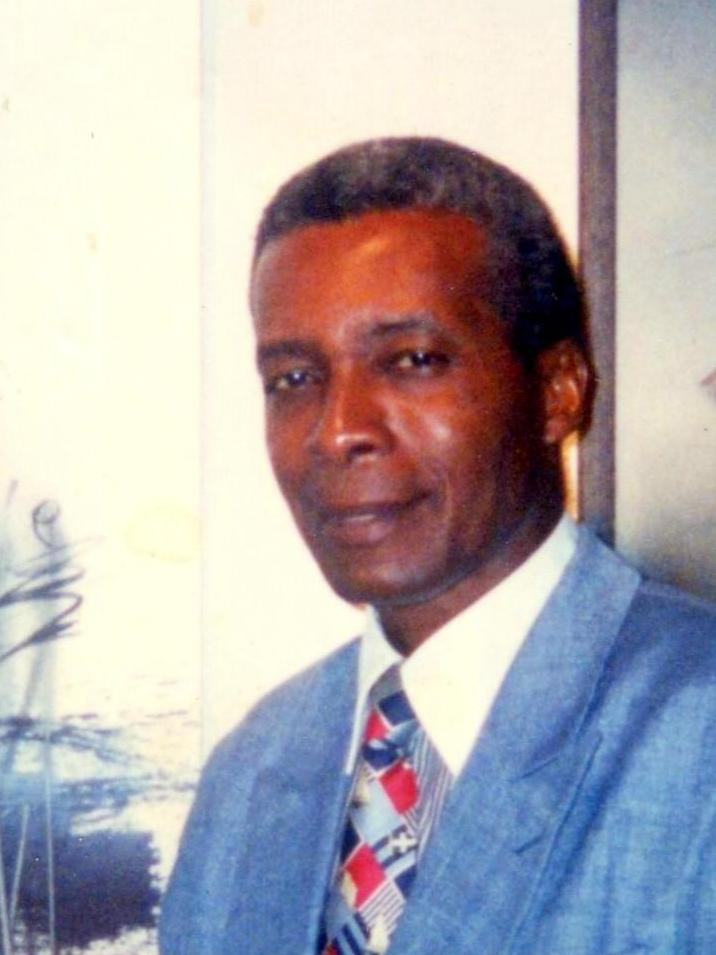
Arnaldo Larrinaga

  - Arnaldo Larrinaga, pintor afrocubano.
  - Victor Skumin, científico, filósofo y escritor ruso.
- 31 de agosto: Harald Ertl, piloto austríaco de automovilismo (f. 1982).

### Septiembre
- 1 de septiembre: James Rebhorn, actor estadounidense (f. 2014).
- 3 de septiembre: Levy Mwanawasa, presidente de Zambia (f. 2008).
- 6 de septiembre: Karlos Arguiñano, cocinero español.
- 11 de septiembre: John Martyn, músico británico (f. 2009).
- 12 de septiembre: Jean-Louis Schlesser, piloto de automovilismo francés.
- 14 de septiembre: Mario Conde, abogado, empresario y político español.
- 17 de septiembre:
  - Raphy Leavitt, director de orquesta y músico puertorriqueño.
  - John Ritter, actor estadounidense (f. 2003).
- 19 de septiembre: Jeremy Irons, actor británico.
- 22 de septiembre: Jorge Verstrynge, político, politólogo, y geopolítico hispano-francés.
- 24 de septiembre:
  - Jaume Sisa, músico español.
  - Phil Hartman, actor canadiense (f. 1998).

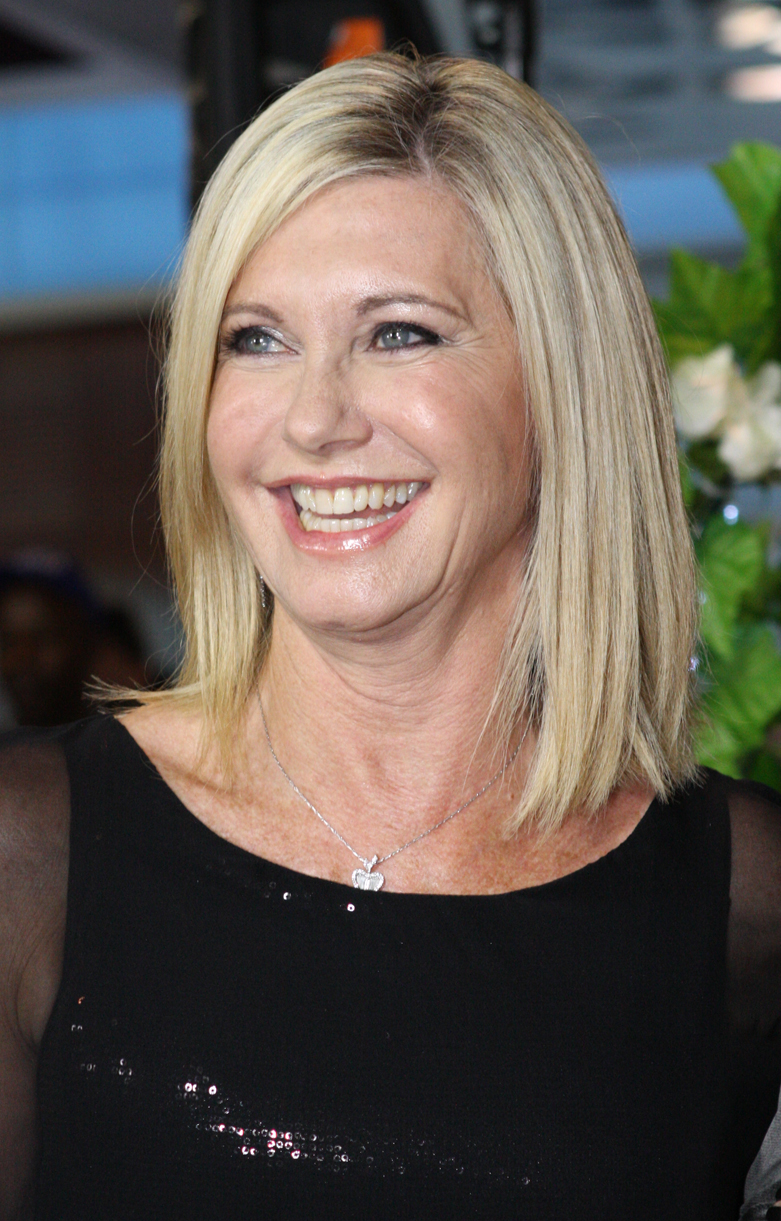
Olivia Newton-John

- 26 de septiembre: Olivia Newton-John, cantante y actriz británico-australiana (f. 2022).
- 28 de septiembre: José Lavat, actor y locuctor mexicano de doblaje (f. 2018).
- 29 de septiembre:
  - Theo Jörgensmann, músico de jazz alemán.
  - Hugo O'Donell, militar e historiador español.

### Octubre
- 2 de octubre: Donna Karan, diseñadora de moda estadounidense.
- 8 de octubre:
  - Johnny Ramone (John Cummings), guitarrista estadounidense, de la banda The Ramones (f. 2004).
  - Claude Jade, actriz francesa (f. 2006).
- 9 de octubre: Jackson Browne, músico estadounidense de rock.[4]
- 10 de octubre:
  - Juan Gustavo Cobo, periodista, escritor y diplomático colombiano (f. 2022).
  - Pedro Montoya, actor colombiano (f. 2004).
- 11 de octubre: Cecilia, cantautora española (f. 1976).
- 13 de octubre:
  - Nusrat Fateh Ali Khan, cantante pakistaní.
  - Alan Bray, historiador y activista gay británico (f. 2001).
- 18 de octubre: Ntozake Shange, poetisa, dramaturga y novelista estadounidense.
- 25 de octubre: Álvaro Rodríguez, actor y director de cine y televisión colombiano.

### Noviembre
- 3 de noviembre: Lulu, cantante escocesa.
- 5 de noviembre: William Daniel Phillips, físico estadounidense, premio Nobel de Física en 1997.
- 6 de noviembre: Glenn Frey, músico y cantautor estadounidense, de la banda The Eagles (f. 2016).
- 7 de noviembre: Juan Vitali, actor argentino.

- 9 de noviembre:

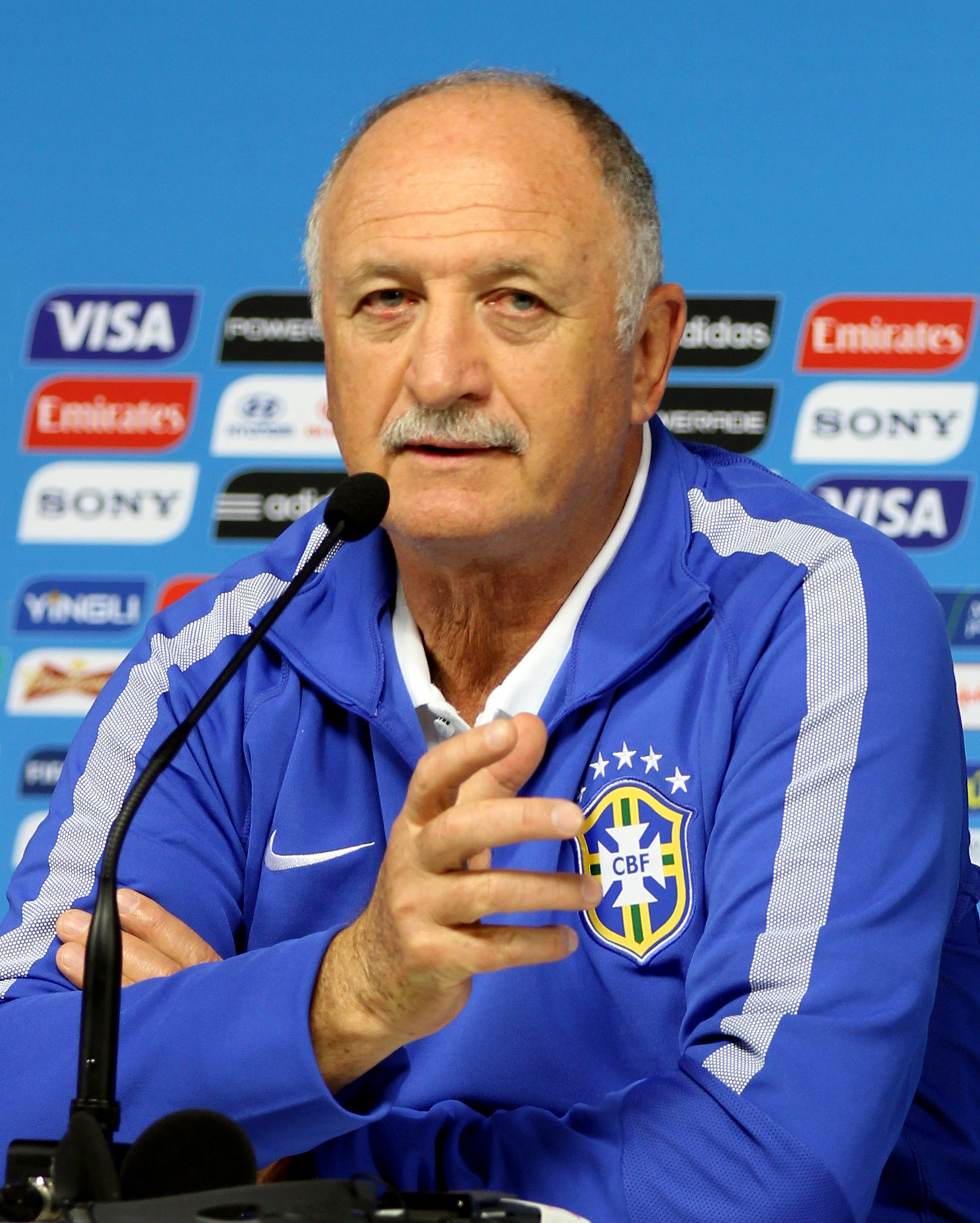
Luiz Felipe Scolari

  - Caloi, dibujante e historietista argentino (f. 2012).
  - Luiz Felipe Scolari, entrenador brasileño de fútbol.
- 10 de noviembre:
  - Sitthichai Pokai-udom, ingeniero y político tailandés.
  - Vincent Schiavelli, actor estadounidense (f. 2005).
- 11 de noviembre:
  - Victoria Prego, periodista española.
- 12 de noviembre: Hassan Rouhani, presidente iraní.
- 14 de noviembre: Carlos III del Reino Unido, actual monarca británico.
- 16 de noviembre:
  - Arie Haan, futbolista y entrenador neerlandés.
  - Norbert Lammert, político alemán.
- 17 de noviembre: Sergio Blanco Rivas, cantante y escultor español (f. 2015).

- 20 de noviembre:

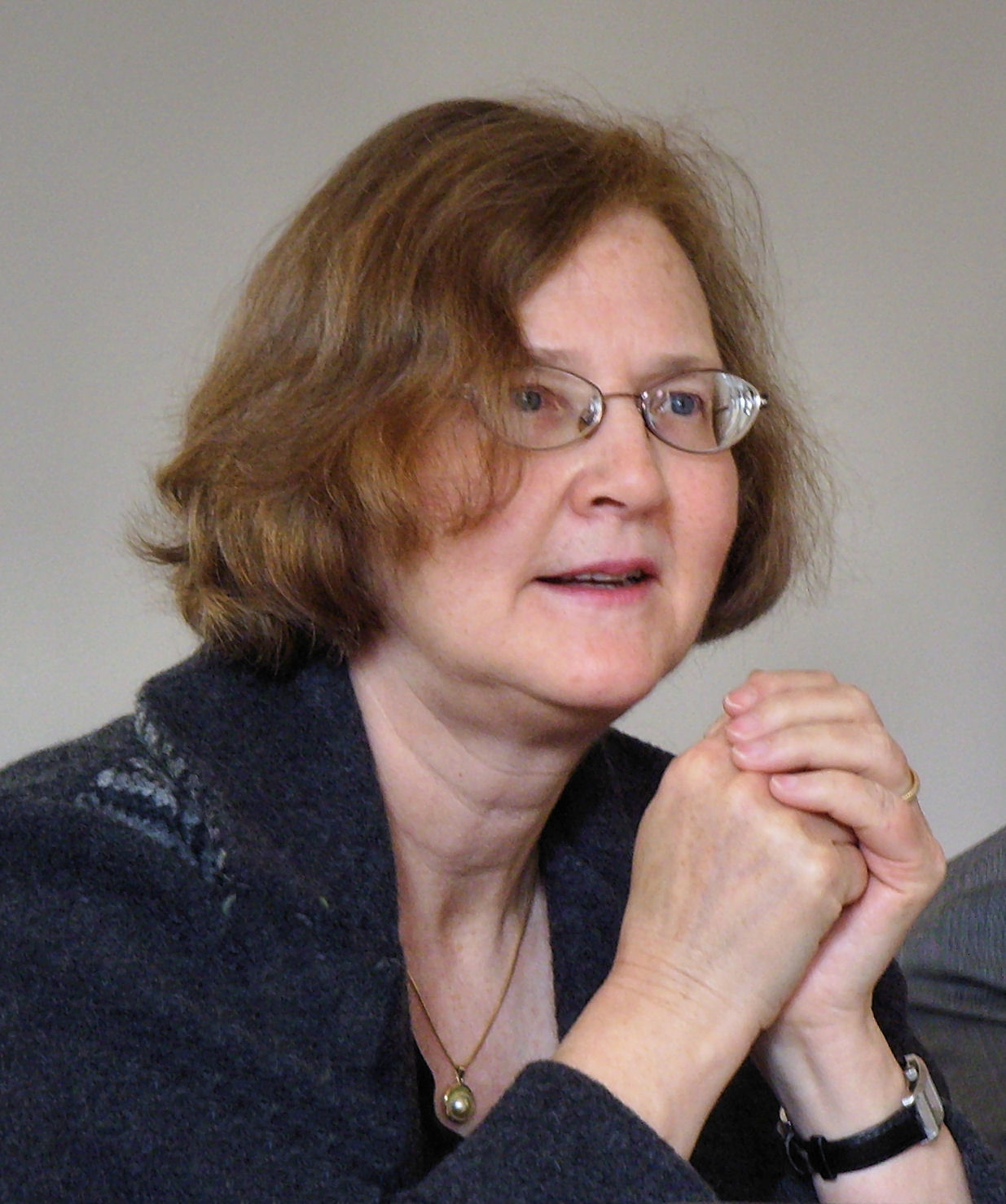
Elizabeth Blackburn

  - Barbara Hendricks, soprano estadounidense.
  - Ezio José Massa, político y comerciante argentino.
  - Richard Masur, actor estadounidense.
  - Mario Wainfeld, periodista, abogado, docente universitario, escritor e intelectual argentino (f. 2023).
  - María Prado, actriz mexicana.
- 22 de noviembre: Diego Rapoport, tecladista y compositor argentino de jazz y rock (f. 2011).
- 25 de noviembre: Luis Miguel Noya, payaso colombiano (f. 2009).
- 26 de noviembre: Elizabeth Blackburn, bioquímica australiana, premio nobel de medicina en 2009.
- 28 de noviembre: Denis Moncada, abogado y diplomático nicaragüense.

### Diciembre
- 3 de diciembre: Ozzy Osbourne, músico de rock británico de la banda Black Sabbath (f. 2025).
- 6 de diciembre: Keke Rosberg, piloto finlandés de Fórmula 1.

- 9 de diciembre:

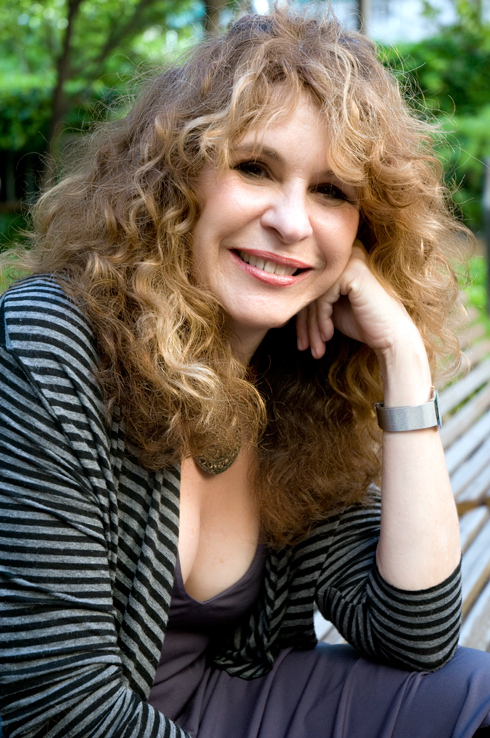
Gioconda Belli

  - Gioconda Belli, poeta, novelista y activista nicaragüense.
  - Lukas (Luis Carlos Mejía Mora), cantautor colombiano de rock.
  - Gioconda Belli, poeta y novelista nicaragüense.
- 11 de diciembre:
  - Juan Andújar Oliver, árbitro español de fútbol.
  - Omar Castillo, aviador y héroe nacional argentino (f. 1982).
  - Víctor Víctor, músico y compositor dominicano.
- 13 de diciembre: Ted Nugent (Theodore Nugent), guitarrista estadounidense de rock and roll, hard rock y heavy metal.
- 16 de diciembre: María Lucía Mott, historiadora brasileña (f. 2011).
- 18 de diciembre: Angela Sommer-Bodenburg, escritora alemana.
- 20 de diciembre:
  - Mohamed Bouissef Rekab, escritor, en lengua española, marroquí.
  - Alan Parsons, ingeniero de sonido, compositor
  - Mitsuko Uchida, pianista japonesa.

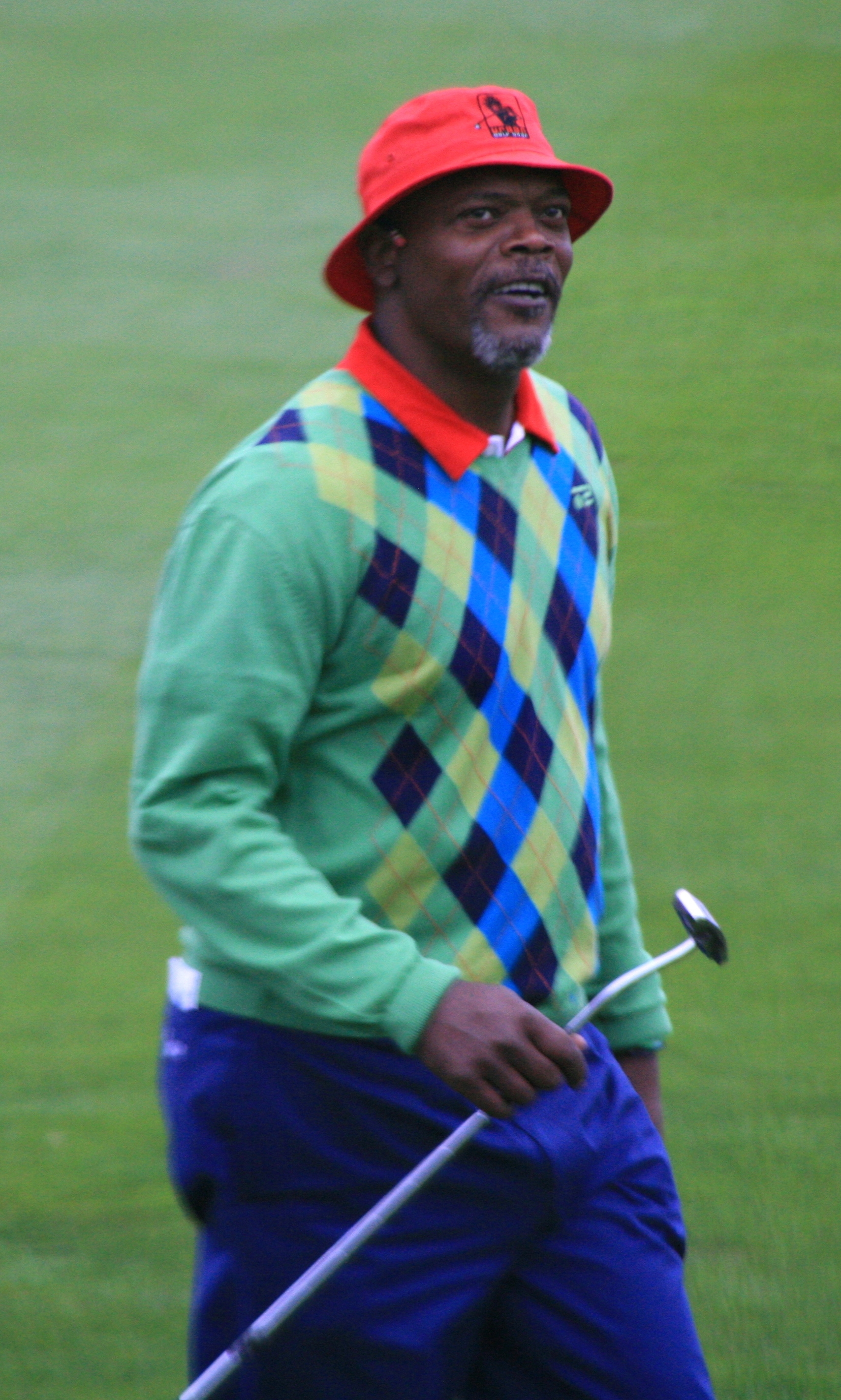
Samuel L. Jackson

- 21 de diciembre: Samuel L. Jackson, actor estadounidense.
- 27 de diciembre: Gérard Depardieu, actor francés.
- 28 de diciembre: Édgar Vivar, actor y comediante mexicano.
- 30 de diciembre: Randy Schekman, bioquímico estadounidense.
- 31 de diciembre: Donna Summer, cantante pop estadounidense (f. 2012).

### Fechas desconocidas
- Antonia Singla Contreras "Antoñita La Singla", bailaora gitana y actriz española.
- Thaelman Urgelles, director de cine venezolano.
- Roy Vanenburg, futbolista y entrenador surinamés.

## Fallecimientos

### Enero
- 2 de enero: Vicente Huidobro, poeta chileno (n. 1893).
- 7 de enero: María de Maeztu, pedagoga española (n. 1881).
- 8 de enero: Richard Tauber, tenbor austriaco (n. 1891).
- 19 de enero: Luis Labín Besuita, sindicalista y socialista español (n. 1875).
- 21 de enero: Ermanno Wolf-Ferrari, compositor italo-alemán (n. 1876).
- 30 de enero: Mohandas Karamchad Gandhi, político y humanista hindú (n. 1869).

### Febrero
- 3 de febrero: Cecilio Ocón, militar, político y empresario mexicano (n. 1879).
- 3 de febrero: Celedonio Junco de la Vega, escritor y periodista mexicano (n. 1863).
- 11 de febrero: Serguéi Eisenstein, director ruso de teatro y cine (n. 1898).
- 21 de febrero: Geoffrey Pyke, inventor británico-inglés (n. 1893).
- 24 de febrero: Alfredo Baldomir, presidente uruguayo (n. 1884).
- 27 de febrero: Nicodim Munteanu, patriarca ortodoxo rumano (n. 1864).

### Marzo
- 4 de marzo: Antonin Artaud, poeta y dramaturgo francés (n. 1896).

### Abril
- 9 de abril: Jorge Eliécer Gaitán (45), abogado y político colombiano (n. 1898), asesinado por la derecha proestadounidense.
- 9 de abril: Juan Roa Sierra (26), ciudadano colombiano (n. 1921), asesino de Jorge Eliécer Gaitán.
- 12 de abril: Julio Vilamajó, arquitecto uruguayo (n. 1894).

### Mayo
- 14 de mayo: Charles Dukes, sindicalista y político británico (n. 1881).
- 25 de mayo: Mercedes Sirvén, farmacéutica y militar cubana (n. 1872).

### Junio
- 6 de junio: Louis Lumière, inventor francés (n. 1864).

- 13 de junio: Osamu Dazai, escritor y novelista japonés (n. 1909).

### Julio
- 1 de julio: Achille Varzi, piloto de automovilismo italiano (n. 1904).
- 3 de julio: Taliaferro Clark, médico estadounidense, creador del experimento Tuskegee (n. 1867).
- 8 de julio: Bruno H. Bürgel, escritor y astrónomo alemán (n. 1875).
- 21 de julio: David W. Griffith, cineasta estadounidense (n. 1875).

### Agosto
- 16 de agosto: Babe Ruth, beisbolista estadounidense (f. 1895).

### Octubre
- 21 de octubre: Carlos López Buchardo, compositor argentino (n. 1881).

### Noviembre
- 12 de noviembre: Umberto Giordano, compositor italiano (n. 1867).
- 26 de noviembre: Hans Möser, oficial alemán nazi de las SS (n. 1906).

### Diciembre
- 23 de diciembre: Hideki Tōjō, militar y político japonés (n. 1884).

## Arte y literatura
- Ernst Robert Curtius publica Literatura europea y Edad Media latina.
- Ernesto Sabato publica El túnel.
- Agatha Christie: Pleamares de la vida, Testigo de cargo (libro); La rosa de sangre (bajo el seudónimo Mary Westmacott).
- William Faulkner: Intruso en el polvo.
- Gore Vidal: La ciudad y el pilar de sal.
- Jean-Paul Sartre: Las manos sucias.

## Ciencia y tecnología
- Invención del transistor.
- Invención del primer videojuego.

## Cine
- Alemania, año cero (Germania anno zero), de Roberto Rossellini.
- El amor (L'amore: una voce humana), de Roberto Rossellini.
- Ana Karenina (Anna Karenina), de Julien Duvivier.
- El ángel ebrio (Yoidore tenshi), de Akira Kurosawa.
- Los ángeles perdidos (The search), de Fred Zinnemann.
- Arco de triunfo (Arch of triumph), de Lewis Millestone.
- Aventuras de don Juan Mairena, de José Buchs.
- Belinda (Johnny Belinda), de Jean Negulesco.
- Berlin Express (Berlin Express), de Jacques Tourneur.
- Los Blandings ya tienen casa (Mr. Blandings Builds His Dream House), de H.C. Potter.
- Carta de una desconocida (Letter from an Unknown Woman), de Max Ophuls.
- Cayo Largo (Key Largo), de John Huston.
- La ciudad desnuda (The naked city), de Jules Nassin.
- Demasiado tarde (Le Au-dela Des Grilles Mura Di Malapaga), de René Clément.
- Desfile de Pascua (Easter Parade), de Charles Walters.
- Día de fiesta (Jour de fête), de Jacques Tati.
- Dios se lo pague, película argentina dirigida por Luis César Amadori.
- En busca de marido (Every girl should be married), de Don Hartman.
- A Foreign Affair (A Foreign Affair), de Billy Wilder.
- Fort Apache (Fort Apache), de John Ford.
- Jennie (Portrait of Jennie), de William Dieterle.
- Juana de Arco (Joan of Arc), de Victor Fleming.
- Hamlet (Hamlet), película británica dirigida por Laurence Olivier y ganadora de 4 Premios Oscar en la 21.ª edición, y de 3 premios en la 9.ª edición del Festival Internacional de Cine de Venecia
- El hombre de Colorado (The man from Colorado), de Henry Levin.
- Ladri di biciclette, de Vittorio De Sica.
- Macbeth (Macbeth), de Orson Welles.
- Mi querida secretaria (My dear secretary), de Charles Martin.
- La mies es mucha, de José Luis Sáenz de Heredia.
- El milagro de las campanas (Miracle of bells), de Irving Pichel.
- Música en la oscuridad (Musik i mörker), de Ingmar Bergman.
- Nosotros los pobres, película mexicana dirigida por Ismael Rodríguez.
- Oliver Twist (Oliver Twist), de David Lean.
- El pirata (The pirate), de Vincente Minnelli.
- La rival (Homecoming), de Mervyn LeRoy.
- Río rojo (Red River), de Howard Hawks y Arthur Rosson.
- Secreto tras la puerta (Secret beyond the door), de Fritz Lang.
- La soga (The rope), de Alfred Hitchcock.
- El tesoro de Sierra Madre (The treasure of the Sierra Madre), película estadounidense dirigida por John Huston y ganadora de tres premios Óscar en la 21.ª edición.
- Tras el telón de acero (The Iron Curtain), de William A. Wellman.
- Los tres mosqueteros (The three musketeers), de George Sidney.
- Los tres padrinos (Three Godfathers), de John Ford.
- Una encuesta llamada milagro (On our merry way), de Leslie Fenton, King Vidor, John Huston y George Stevens.
- Una familia de tantas, película mexicana dirigida por Alejandro Galindo.
- El vals del emperador (The emperor waltz), de Billy Wilder.
- Ustedes los ricos, película mexicana dirigida por Ismael Rodríguez.
- Venus era mujer (One touch of Venus), de William A. Seiter.
- Vida en sombras, película española dirigida por Lorenzo Llobet Gràcia.
- Yo creo en ti (Call Northside 777), de Henry Hathaway.
- Las zapatillas rojas (The red shoes), de Michael Powell y Emeric Pressburger.

## Deportes

### Juegos Olímpicos
- Del 30 de enero al 8 de febrero se celebran los V Juegos Olímpicos de invierno en Sankt Moritz ([[Suiza).
- Del 29 de julio al 14 de agosto se celebran los XV Juegos Olímpicos de verano en Londres ([[Reino Unido).

### Béisbol
- En Mexicali (México) se funda el club de beisbol Águilas de Mexicali.

### Fútbol
- 15 de agosto: en Colombia se da inicio al fútbol profesional con el partido entre Atlético Municipal y Universidad Nacional.
- En Córdoba (Argentina) se inaugura el estadio Miguel Sancho, del Club Atlético Racing de Córdoba.
- En Oncativo (Argentina) se funda el Club Atlético Flor de Ceibo (CAFC).
- Colombia:
  - Campeonato colombiano: Independiente Santa Fe.
- España:
  - Primera División: F. C. Barcelona.

## Música
- En abril se celebra en Moscú el I Congreso de la Unión de Compositores Soviéticos, en el que se condena a Dmitri Shostakóvich (1906‑1975), Serguéi Prokófiev (1891‑1953) y otros grandes compositores en aplicación del decreto Zhdanov.
- Se inventa el LP, álbum de larga duración (unos 19 minutos).

## Discografía
- Frank Sinatra: Christmas Songs by Sinatra. «Publicado en noviembre bajo el sello discográfico Columbia Records»

## Estrenos
- 10 de febrero: San Francisco. George Antheil: Sinfonía n.º 6. Orquesta Sinfónica de San Francisco.

## Premios Nobel
- Física: Patrick Maynard Stuart Blackett.
- Química: Arne Wilhelm Kaurin Tiselius.
- Medicina: Paul Hermann Müller.
- Literatura: Thomas Stearns Eliot.
- Paz: no se concedió: 1/3 destinado al fondo principal y 2/3 al fondo especial de esta sección del premio.